# Drosophila dunni
Drosophila dunni este o specie de muște din genul Drosophila, familia Drosophilidae, descrisă de Townsend și Wheeler în anul 1955. Conform Catalogue of Life specia Drosophila dunni nu are subspecii cunoscute.